# Marcus Bagley
Marcus Bagley (Tempe, 23 ottobre 2001) è un cestista statunitense, professionista nella NBA con i Philadelphia 76ers.

## Biografia
È il fratello minore di Marvin Bagley, professionista in NBA.

## Carriera
Dopo aver giocato tre anni in NCAA con gli Arizona State Sun Devils, decide di candidarsi al Draft NBA 2023, non venendo però scelto e rimanendo undrafted.
Firma poi con i Delaware Blue Coats, andando a giocare in G League. 
Il 24 marzo 2025 firma un contratto di 10 giorni con i Philadelphia 76ers. Il 5 aprile seguente rinnova il proprio contratto per altri 10 giorni.

## Statistiche

### College
| Anno      | Squadra        | PG | PT | MP   | TC%  | 3P%  | TL%  | RP  | AP  | PRP | SP  | PP   |
| --------- | -------------- | -- | -- | ---- | ---- | ---- | ---- | --- | --- | --- | --- | ---- |
| 2020-2021 | ASU Sun Devils | 12 | 11 | 29,2 | 38,7 | 34,7 | 71,9 | 6,2 | 1,2 | 0,8 | 0,4 | 10,8 |
| 2021-2022 | ASU Sun Devils | 3  | 3  | 22,7 | 38,5 | 38,5 | 71,4 | 4,0 | 1,3 | 0,3 | 0,0 | 10,0 |
| 2022-2023 | ASU Sun Devils | 2  | 2  | 28,5 | 31,8 | 33,3 | 61,5 | 4,0 | 1,5 | 0,0 | 0,5 | 12,5 |
| Carriera  | Carriera       | 17 | 16 | 27,9 | 37,7 | 35,1 | 69,2 | 5,5 | 1,2 | 0,6 | 0,4 | 10,9 |

### NBA

#### Regular Season
| Anno      | Squadra            | PG | PT | MP   | TC%  | 3P%  | TL%  | RP  | AP  | PRP | SP  | PP  |
| --------- | ------------------ | -- | -- | ---- | ---- | ---- | ---- | --- | --- | --- | --- | --- |
| 2024-2025 | Philadelphia 76ers | 10 | 4  | 25,3 | 39,1 | 15,6 | 80,0 | 7,0 | 1,0 | 0,9 | 1,2 | 6,7 |
| Carriera  | Carriera           | 10 | 4  | 25,3 | 39,1 | 15,6 | 80,0 | 7,0 | 1,0 | 0,9 | 1,2 | 6,7 |

### G League
| Anno      | Squadra         | PG | PT | MP   | TC%  | 3P%  | TL%  | RP  | AP  | PRP | SP  | PP  |
| --------- | --------------- | -- | -- | ---- | ---- | ---- | ---- | --- | --- | --- | --- | --- |
| 2023-2024 | Del. Blue Coats | 20 | 2  | 19,8 | 35,8 | 28,6 | 54,5 | 4,8 | 0,6 | 0,7 | 0,3 | 7,1 |
| 2024-2025 | Del. Blue Coats | 34 | 18 | 26,2 | 42,3 | 30,3 | 72,5 | 7,1 | 1,2 | 0,6 | 0,6 | 9,3 |
| Carriera  | Carriera        | 54 | 20 | 23,8 | 40,1 | 29,8 | 66,1 | 6,2 | 1,0 | 0,6 | 0,5 | 8,5 |